# Richard Chapman
Richard Arnold Chapman (* 15. August 1937 in London; † 15. April 2011 in Durham) war ein britischer Verwaltungswissenschaftler, Politikwissenschaftler und Hochschullehrer.

## Leben und Wirken
Richard Chapman begann nach seiner Schulzeit zunächst mit einer Verwaltungsausbildung, diente als Soldat bei der Royal Air Force und begann 1958 mit dem Studium der Politikwissenschaft an der University of Leicester, wo er Bachelorgrad erwarb und 1966 zum Ph.D. promovierte. Zwischendurch erwarb er einen Magistergrad im Fach Verwaltungswissenschaft an der Carleton University in Kanada und war dort von 1961 bis 1962 als wissenschaftlicher Assistent tätig. Weitere Assistententätigkeit folgte von 1962 bis 1963 an der University of Leicester, von 1963 bis 1968 an der University of Liverpool und bis 1971 an der University of Birmingham. Im Jahre 1971 wurde Chapman Dozent an der University of Durham und 1986 zum Professor ernannt. Er lehrte dort bis zum Eintritt in den Ruhestand 1996.
In seinen zahlreichen Veröffentlichungen beschäftigte sich Chapman vor allem mit dem Öffentlichen Dienst sowie Problemen der Verwaltungsethik und Verwaltungsreform bzw. Open Government in Großbritannien.

## Veröffentlichungen (Auswahl)
- Decision making. A case study of the decision to raise the bank rate in September 1957. Routledge, London 1968.
- The higher civil service in Britain. Constable, London 1970.
- (Hrsg.): Style in administration. Readings in British public administration. Allen & Unwin, London 1971, ISBN 0-04-350027-7.
- The role of commissions in policy-making. Allen & Unwin, London 1973, ISBN 0-04-350042-0.
- Teaching public administration. Current education, training and research programmes in the U.K. A report. Joint University Council for Social and Public Administration, London 1973.
- (mit John R. Greenaway): The dynamics of administrative reform. Croom Helm, London 1980, ISBN 0-85664-107-3.
- Contours of public policy. Garland, New York 1981.
- Leadership in the British Civil Service. A study of Sir Percival Waterfield and the creation of the civil service selection board. Croom Helm, London 1984, ISBN 0-7099-3402-5.
- (Hrsg.): Public policy studies. Edinburgh University Press, Edinburgh 1985, ISBN 0-85224-509-2.
- (Hrsg.): Open government. A study of the prospects of open government within the limitations of the British political system. Croom Helm, London 1987, ISBN 0-7099-3484-X.
- Ethics in the British civil service. Routledge, London 1988, ISBN 0-415-00334-2.
- The treasury and public policy-making. Routledge, London 1997, ISBN 0-415-09639-1.
- (mit Frank Bealey u. Michael Sheehan): Elements in political science. Edinburgh University Press, Edinburgh 1999, ISBN 0-7486-1197-5.
- The Civil Service Commission 1855–1991. A bureau biography. Routledge, London 2004, ISBN 0-7146-5340-3.
- (Hrsg., mit Michael Hunt): Open government in a theoretical and practical context. Ashgate, Aldershot 2006, ISBN 0-7546-4642-4.
- (Hrsg., mit Michael Hunt): Freedom of information. Local government and accountability. Ashgate, Farnham 2010, ISBN 0-7546-7977-2.

Festschrift
- Michael Hunt u. Barry J. O’Toole (Hrsg.): Reform, ethics and leadership in public service. A festschrift in honour of Richard A. Chapman. Ashgate, Aldershot 1998, ISBN 1-84014-107-7.